# Basilika Unserer Lieben Frau von Guadalupe (El Salvador)

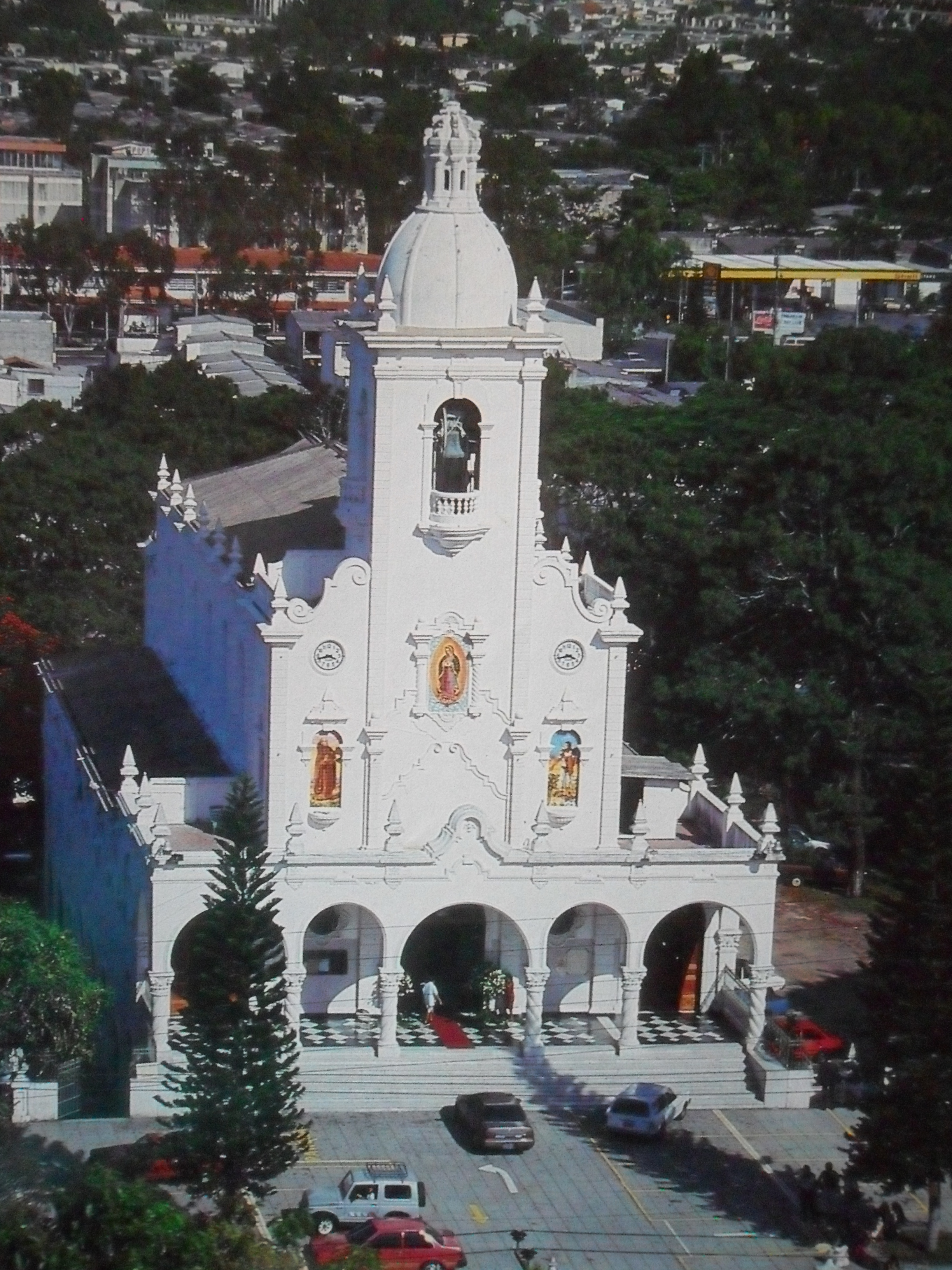
Basilika aus der Vogelperspektive

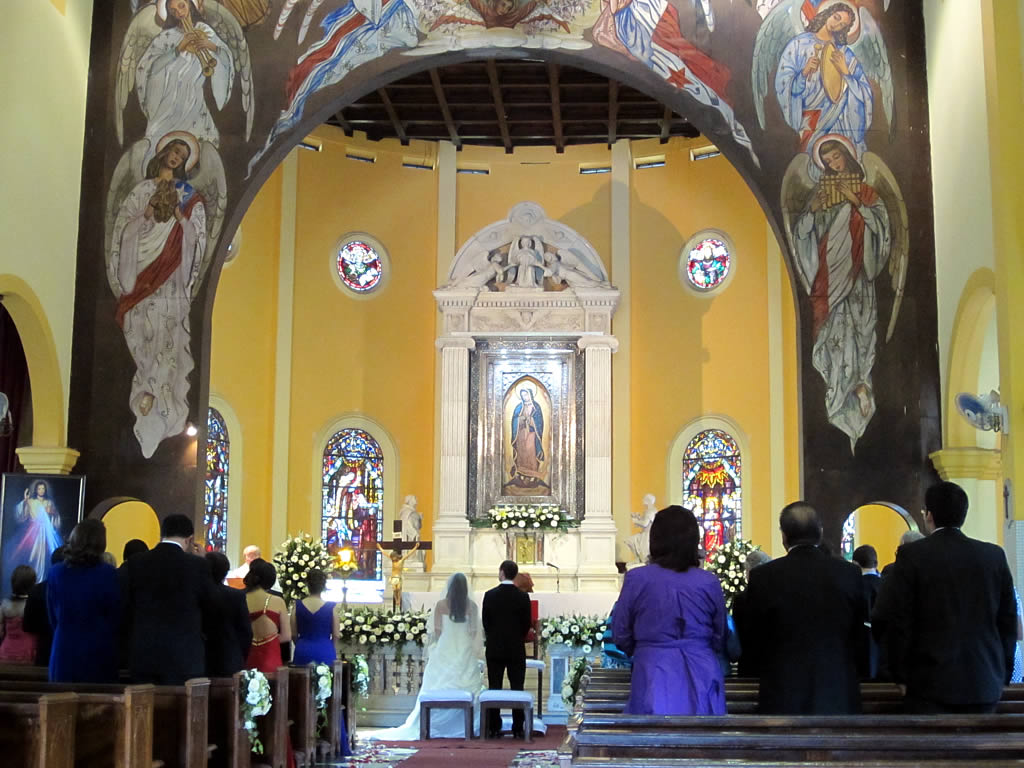
Hochzeit in der Basilika

Die Basilika Unserer Lieben Frau von Guadalupe ist ein römisch-katholisches Kirchengebäude in San Salvador, der Hauptstadt von El Salvador. Die auch La Ceiba de Guadalupe genannte Kirche trägt den Titel einer Basilica minor. Das Gebiet um die Kirche wird La Ceiba genannt und liegt auf halber Strecke zwischen San Salvador und dem  westlich gelegenen Antiguo Cuscatlán.

## Geschichte
Im Jahr 1904 wurde auf Veranlassung von José Encarnación Argueta eine Kapelle erbaut, um das Ölgemälde der Juan Diego angeblich erschienenen Jungfrau von Guadalupe, der Schutzpatronin Lateinamerikas, zu präsentieren. Das Bild war in Rom gemalt und durch Papst Pius X. gesegnet worden war. Diese einfache Kapelle wurde auf dem Hügel von Las Delicias bei Santa Tecla gebaut, etwa sechs Kilometer westlich von San Salvador. Dieses Heiligtum wurde am 7. Juni 1917 durch ein Erdbeben zerstört und auch nicht wieder aufgebaut. Stattdessen kam das Bild 1921 auf Veranlassung von Antonio M. Brunetti nach La Ceiba, wo ein neues Heiligtum errichtet werden sollte. 
Der Neubau zog sich lange hin, bis 1951 Augusto Baratta den Bau übernahm, der ihn 1953 dank der Unterstützung des deutschstämmigen Philanthropen Walter Deininger abschließen konnte.

## Bauwerk
Die dreischiffige Basilika ist vom Kolonialstil geprägt. Der rechteckige Stahlbetonbau wurde weiß verputzt. Über dem Eingangsbereich im Nordwesten erhebt sich der Glockenturm zur Panamericana hin, vor dem Eingang wurde eine Kolonnade mit verschlungenen Säulen errichtet. Das Mittelschiff ist bedeutend höher und breiter als die Seitenschiffe. In einer leicht abgeteilten runden Apsis steht der steinerne Hochaltar mit dem großen Gnadenbild, das von Säulen flankiert und einem Portikus überdacht wird.
Die Kirche wurde 1960 durch Papst Johannes XXIII. in den Rang einer Basilica minor erhoben. Die Basilika ist eine beliebte Hochzeitskirche.